# Kościeliska (Końskie)
Kościeliska – dzielnica w południowo-wschodniej części miasta Końskie w woj. świętokrzyskim, w powiecie koneckim. Rozpościera się w rejonie ulicy Kościeliskiej. Do 1924 roku samodzielna miejscowość.
Kościeliska to dawna wieś. W latach 1867–1924 należały do o gminy Duraczów w powiecie koneckim, początkowo w guberni kieleckiej, a od 1919 w woj. kieleckim.
1 stycznia 1925 Kościeliska (28,56 ha) wyłączono z gminy Duraczów, włączając je do Końskich.